# Серен (Бельгия)
Сере́н (фр. Seraing, валлон. Serè) — коммуна в Валлонии, расположенная в провинции Льеж, округ Льеж. Принадлежит Французскому языковому сообществу Бельгии. На площади 35,34 км² проживают 60 740 человек (плотность населения — 1719 чел./км²), из которых 47,38 % — мужчины и 52,62 % — женщины. Средний годовой доход на душу населения в 2003 году составлял 9873 евро.
Почтовые коды: 4100, 4101, 4102. Телефонный код: 04.